# 美波志保
美波 志保（みなみ しほ、1967年1月1日 - ）は、日本のAV女優。

## 略歴・人物
2005年にデビューした。

## 出演作品

### アダルトビデオ
2005年
- 人妻温泉 癒し系 13　（12月10日、クリスタル映像）…オムニバス作品　他出演:久遠ユリ、遠藤ゆりあ、高杉サト、翔田千里、姫宮杏
- 美セレブ Part2　（12月15日、フォーエバー）…オムニバス作品　他出演:鮎川るい
- 素人マダムズ [LEVEL A] 其の二十四　（12月16日、アリスJAPAN）…オムニバス作品　他出演:大友唯、内藤ケイ子、河合メグ、木村律子
- 満たされない人妻 3　（12月23日、ケイ・エム・プロデュース）…オムニバス作品　他出演:翔田千里、坂下れい

2006年
- 童貞狩り 熟女　（1月13日、センタービレッジ）
- 近親相姦 追憶の果てで　（1月20日、イエローダック）
- 母さんとしたい!　（1月25日、マドンナ）
- 招き妻　（2月3日、映天）
- 四十路マダム 8　（2月4日、クリスタル映像）…オムニバス作品　他出演:赤坂すみれ、滝沢陽子、高梨穂花、楠木晴恵、椎名敏子
- 人妻羞恥旅　（2月15日、ジャネス）　※「志保」名義
- 義母のふくらみ　（2月25日、マドンナ）
- 禁妻 1　（3月15日、ジャネス）
- 熟女のムレムレパンスト　（3月17日、アリスJAPAN）…オムニバス作品　他出演:あずま樹、大塚美希、翔田千里、朝丘まりん、朝桐かえで
- 絶倫セレブ妻　（3月19日、メディアステーション）…オムニバス作品　他出演:宝生桜、鮎川るい、浅野美鈴
- 僕のおばさん　（3月25日、マドンナ）
- 淫乱!!人妻エステティシャン中出し　（3月25日、ドリームステージエンタテインメント）
- 親戚の叔母さん中出し　（4月25日、ドリームステージエンタテインメント）
- 熟年離婚妻　（4月25日、マドンナ）…共演:あずま樹、翔田千里、岡江由美子
- ママに甘えたい。　（5月18日、タカラ映像）
- 美熟女ソープ天国 5　（5月19日、アリスJAPAN）…共演:あずま樹、三上夕希
- 近親相姦童貞狩り　（6月22日、タカラ映像）
- 特選 友達の母　（6月25日、マドンナ）
- 近親相姦 母のお尻　（7月15日、ルビー）
- 集団痴熟女　（7月21日、シャイ企画）…共演:三上夕希、五月留美、日野麻理子
- ザ・タブー家族 義母がすけべで身がもたない 13　（9月8日、東京音光）…共演:月島えりな
- 爛熟艶女の性癖願望 ～健二の部屋～ 其の四　（10月13日、溜池ゴロー）…オムニバス作品　他出演:常磐響子、水下典子
- Shall we sex?　（10月25日、ネクストイレブン）…共演:赤坂ルナ、野宮凛子、友崎亜希、小林みゆき、白鳥るり、相澤さゆり、柚原まこと、南原香織、星沢マリ
- 熟女メイド　（11月16日、アキノリ）…共演:翔田千里、松本亜璃沙、千野麗香
- W美熟女 赤坂ルナ×美波志保　（11月20日、ネクストイレブン）…共演:赤坂ルナ

2007年
- 四十路マダム 熟マン交遊録 4　（1月13日、ルミナス企画）…オムニバス作品 他出演:喜多川玲子、君島陽子、滝沢陽子、池上百合子、米倉志帆、福島秋子、赤坂すみれ、楠木晴恵、椎名敏子
- 艶熟女 素人奥さん一本釣り 1　（4月14日、遊撃舎）
- セレブレズ　（4月19日、スタイルアート）…共演:高倉梨奈、千野麗香
- 痴女マダム　（6月19日、スタイルアート）…共演:高倉梨奈、千野麗香
- 艶姿熟女の午後は妄想おもらし三昧　（7月4日、AVS）
- 母と僕と背徳　（7月4日、中嶋興業）
- 破廉恥痴女図鑑 5　（7月13日、溜池ゴロー）…オムニバス作品　他出演:相澤さゆり、畑野ゆずき、福武まなみ、常盤響子、和久井なお
- 熟女マン開。 01　（12月20日、座々）

2008年
- 月刊熟女秘宝館　男の一突きにくねる豊満肉体　（6月15日、ネクストイレブン）…オムニバス作品　他出演:河野さつき、冬木志保、大沢萌、絵川真帆、小沢あゆみ、牧野まさみ、小林みゆき
- 月刊熟女秘宝館　癒しの乳房は卑猥な欲望　（7月15日、ネクストイレブン）…オムニバス作品　他出演:秋山よし乃、福田静香、白鳥るり、森山愛子、加賀雅、小林みゆき
- 月刊熟女秘宝館 熱く火照った猥褻女体の淫乱な素顔　（8月15日、ネクストイレブン）…オムニバス作品　他出演:篠原さゆり、良子、赤坂ルナ、幸子、島田恭子、さつき

2009年
- 四十路過敏症 アラフォーいじり　（2月16日、STARGATE）…共演:青木美里、松浦ユキ

　他